# Сионская горница
Сио́нская го́рница или Го́рница Та́йной Ве́чери (также Сенакль, от лат. Coenaculum) — комната или помещение на верхнем этаже дома в Иерусалиме, где была совершена Тайная Вечеря, последняя пасхальная трапеза Иисуса Христа с учениками.

## История
В христианской традиции, основанной на книге Деяний святых апостолов (Деян. 1:13), Сионская горница была не только местом совершения Тайной Вечери, на которой Иисус Христос умыл ноги 12-ти апостолам (Ин. 13:4-11) и установил Таинство Евхаристии (Мф. 26:26-29), но и обычным местом, где пребывали апостолы в Иерусалиме после Тайной Вечери, а также первой христианской церковью. Кроме того, согласно преданию, здесь произошли многие другие события, описанные в Новом Завете, а именно:
- Некоторые из явлений Христа ученикам после Воскресения (Мк. 16:14, Лк. 24:36, Ин. 20:19-23, Ин. 20:26-28)[6];
- Собрания учеников после Вознесения Христа (Деян. 1:13);
- Избрание Матфия в число двенадцати апостолов (Деян. 1:15-26);
- Схождение Святого Духа на учеников в день Пятидесятницы (Деян. 2:1-4);
- Первая апостольская проповедь святого Петра (Деян. 2:14-41);
- Возможно, первый собор Христианской Церкви — Апостольский собор (Деян. 15:1-34) около 50 года[7].

Здание, в котором предание указывает Сионскую горницу, расположено на вершине горы Сион, вне стен Старого города, недалеко от Сионских ворот. За прошедшие века оно разрушалось и перестраивалось. Нынешнее помещение Сионской горницы возведено францисканцами в XIV веке в готическом стиле, это второй этаж здания (по аналогии с первоначальной Сионской горницей), на первом этаже сегодня находится синагога с гробницей царя Давида (возможно, кенотафом).

## Современность
В 1948 году в ходе Арабо-израильской войны армия Израиля захватила Горницу и нижний этаж с гробницей царя Давида. После разделения Иерусалима на Восточный и Западный все иудейские святые места оказались на территории Трансиордании, вследствие чего евреи утратили доступ к своим святыням. По окончании войны первый глава израильского правительства Давид Бен-Гурион решил, что пришла пора создать на Сионе «еврейское святое место». В 1950 году правительство Израиля разрешило устроить на крыше Горницы обзорную площадку, откуда открылся панорамный вид на Храмовую гору. В здании Горницы была построена «комната президента» (куда внесли свиток Торы) — с целью обозначить этим присутствие главы еврейского государства.
В мае 2014 года папа Римский Франциск совершил католическую мессу в Горнице, что вызвало возмущение радикальных иудейских группировок. В отместку было осквернено протестантское кладбище на горе Сион, распространялись надписи, оскорбляющие христиан, устраивались акты вандализма. В сентябре 2014 года постановлением МВД Израиля, в чьём ведении находится всё здание, христианским паломникам, посещающим Горницу, запрещено совершать здесь молитвы, распевать богослужебные песнопения и в голос читать Библию. Молиться в Сионской горнице разрешено только шёпотом.
По состоянию на 2018 год, Сионская горница не принадлежит ни одной из конфессий и находится в распоряжении израильского правительства, вход для всех посетителей свободный и бесплатный. На крыше здания находится минарет от бывшей в ней мечети (1524—1948 гг.).

## Галерея

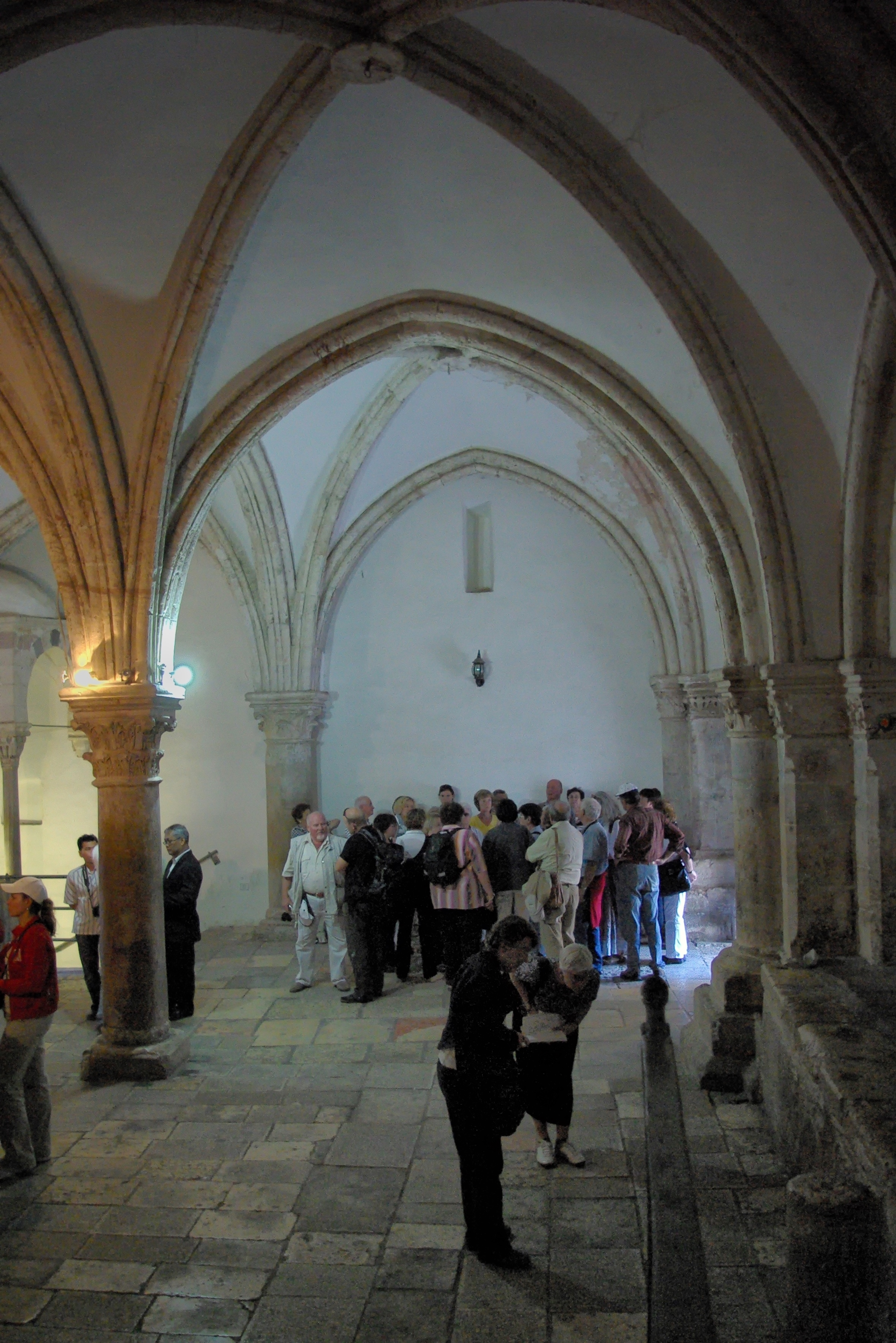
Посетители в Сионской горнице
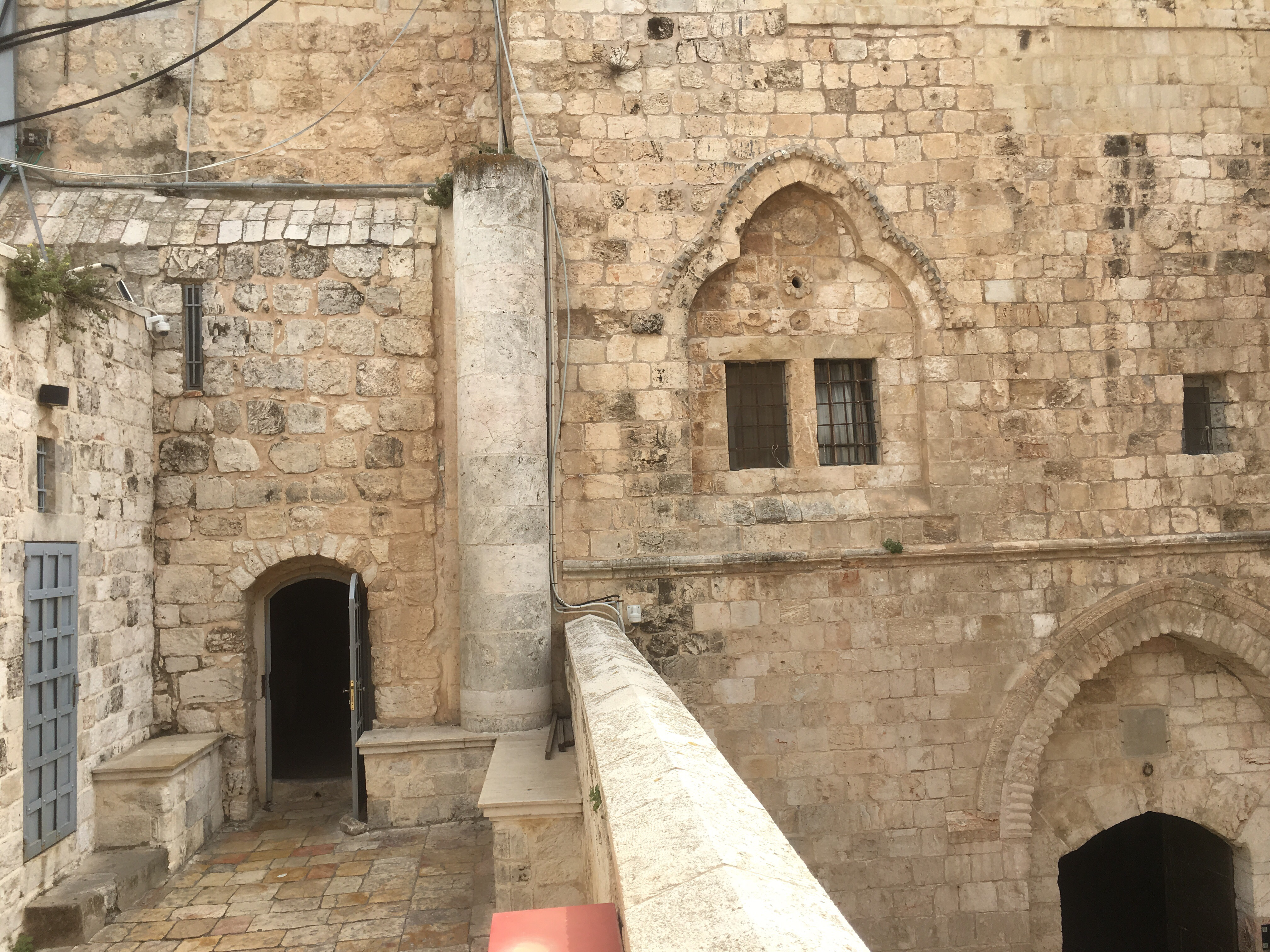
Вход в горницу с балкона второго этажа здания, справа внизу вход в синагогу к гробнице Давида
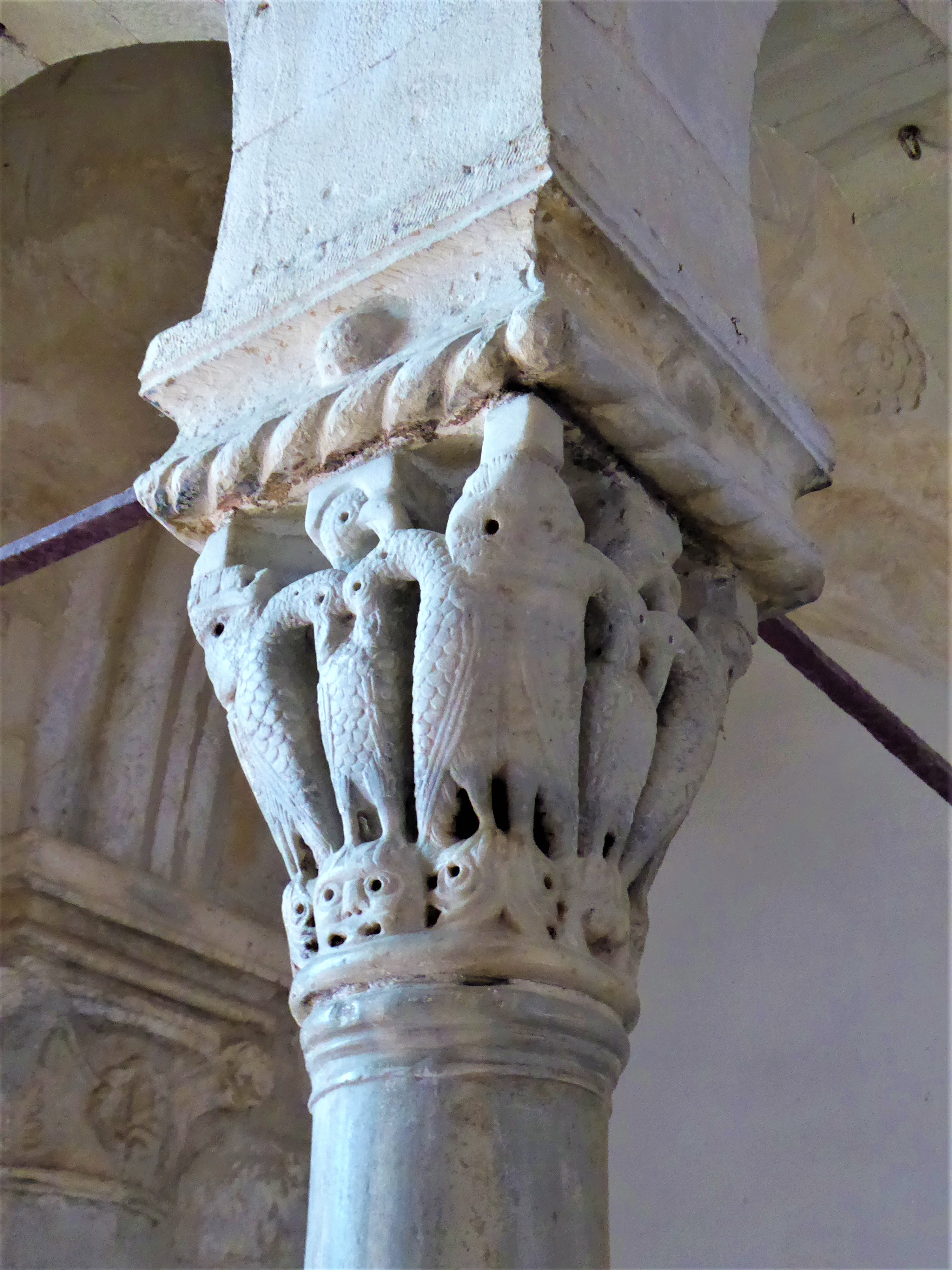
Капитель одной из колонн, украшенная пеликанами
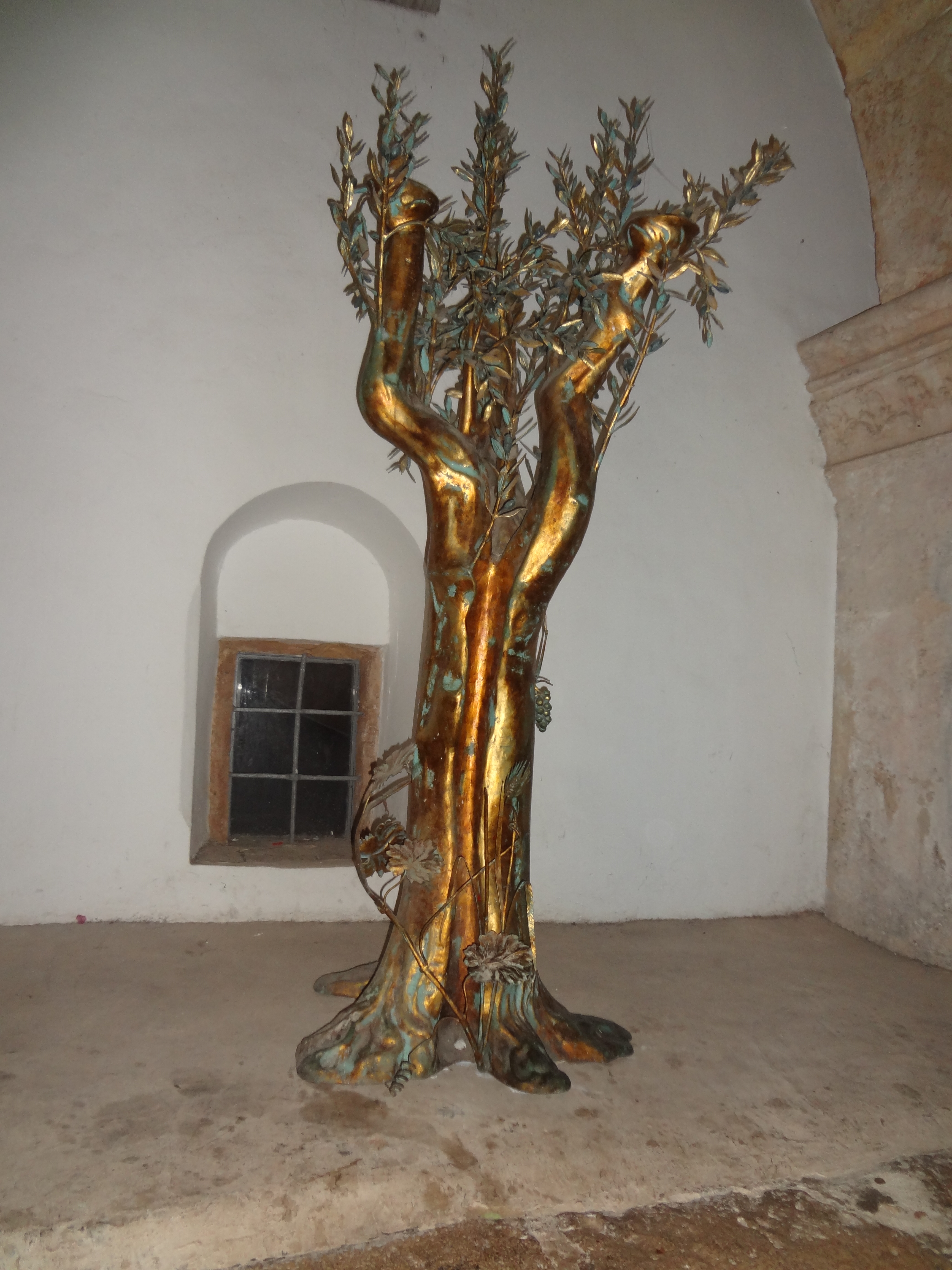
Символическое оливковое дерево с колосьями у корня, обвитое виноградной лозой. Вероятно отсылка к словам ап. Павла (Рим. 11:17-24)
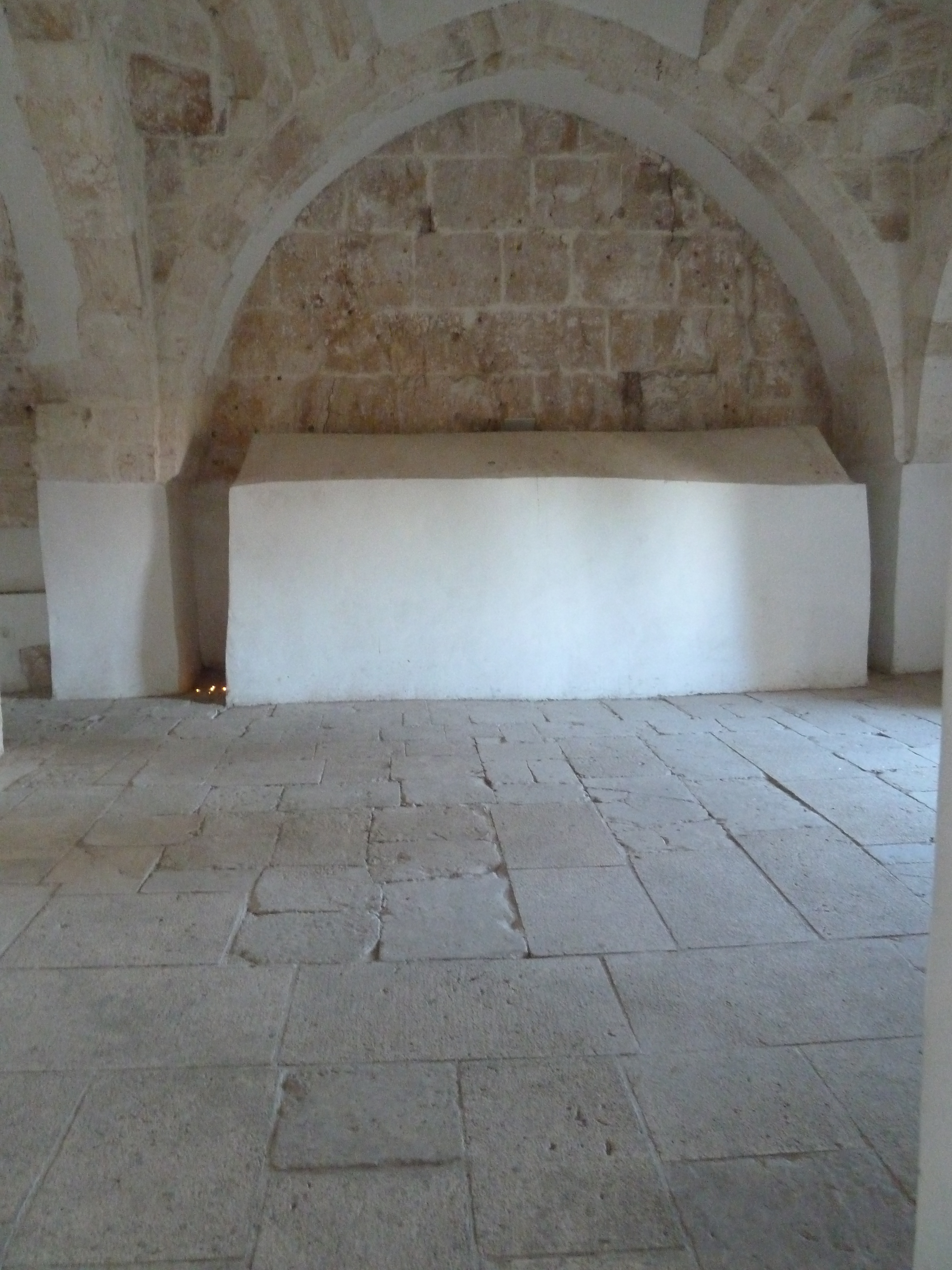
Верхняя, дальняя, отделенная часть горницы Тайной Вечери. Туда ведут несколько каменных ступеней и еще одна дверь. Она находится точно над гробницей Давида и обычно закрыта.
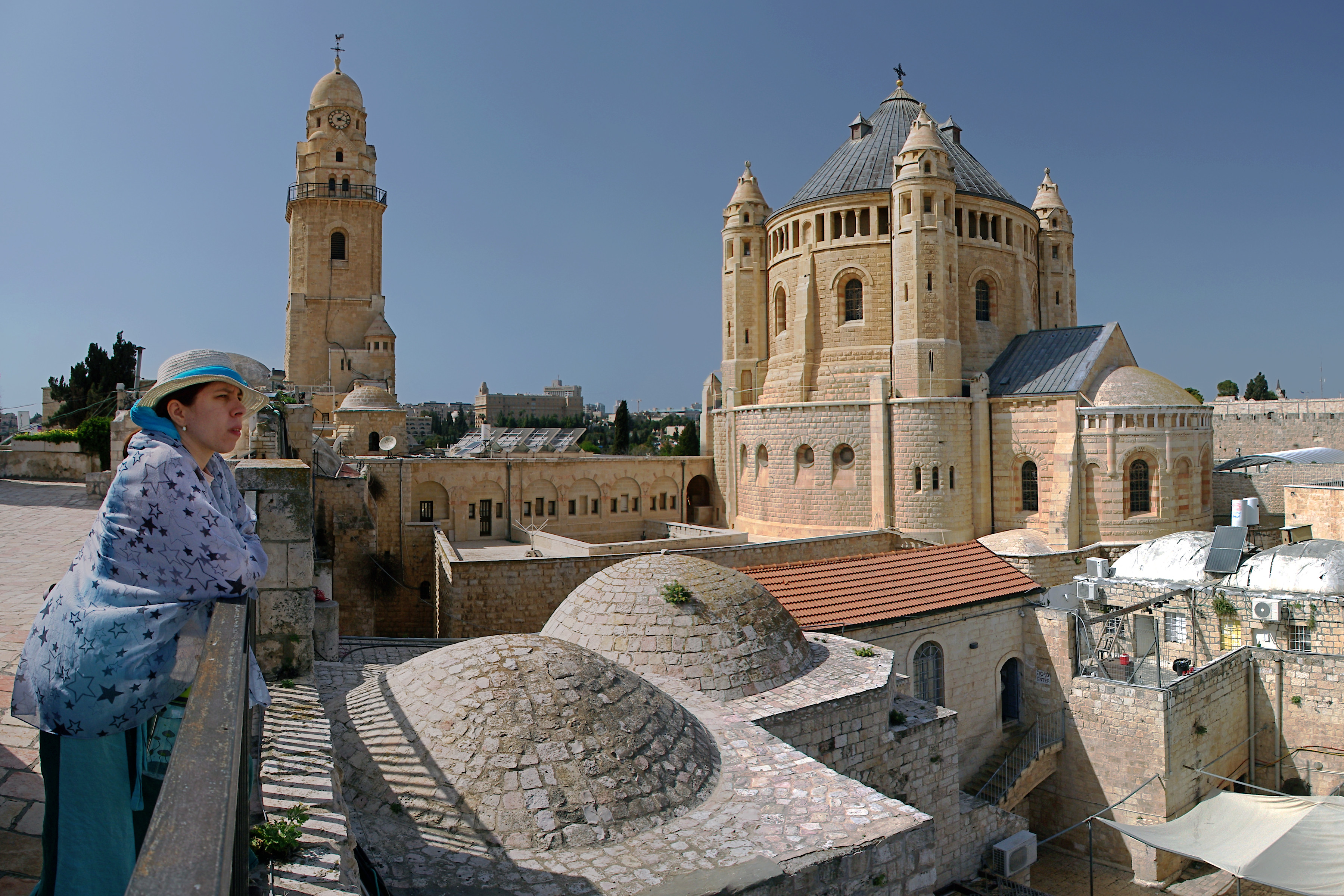
Вид с обзорной площадки на крыше горницы на монастырь Дормицион.

### Исторические фото

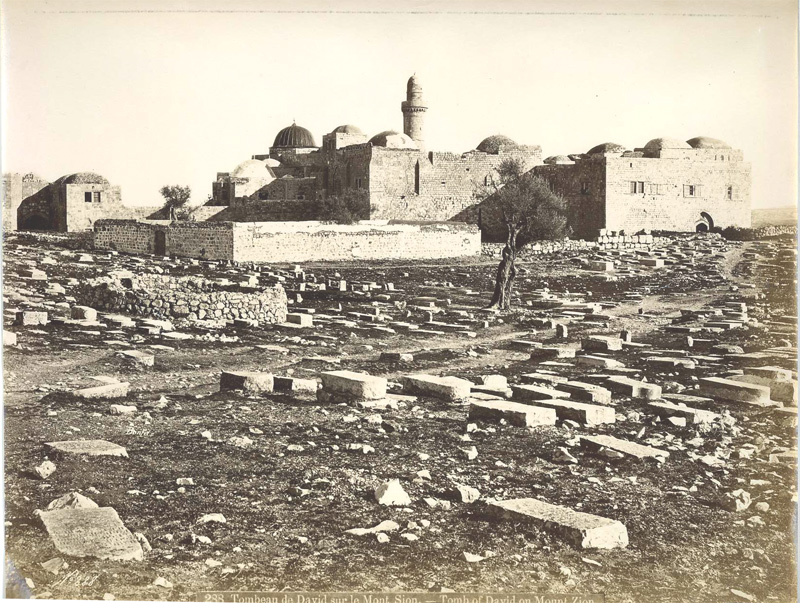
Группа зданий на вершине горы Сион, включая Гробницу Давида и Горницу Тайной Вечери. Фото 1870 года.
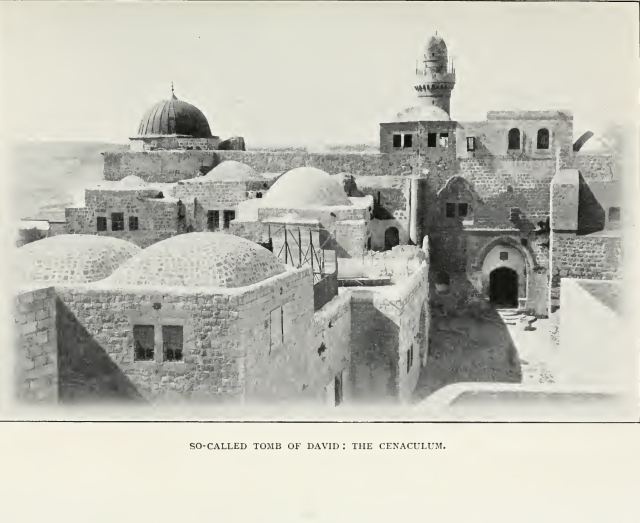
Здание Гробницы Давида и Сионской горницы. Фото 1903 года.